# 短叶黄秦艽
短叶黄秦艽（学名：Veratrilla burkilliana）为龙胆科黄秦艽属下的一个种。